# Anii 1030
Secole: Secolul al X-lea - Secolul al XI-lea - Secolul al XII-lea
Decenii: Anii 980 Anii 990 Anii 1000 Anii 1010 Anii 1020 - Anii 1030 - Anii 1040 Anii 1050 Anii 1060 Anii 1070 Anii 1080
Ani: 1030 1031 1032 1033 1034 1035 1036 1037 1038 1039